# Arberg
Arberg este o comună aflată în districtul Ansbach, landul Bavaria, Germania.